# Triangle de Codman
 (mai 2021).
Pour les articles homonymes, voir Codman.

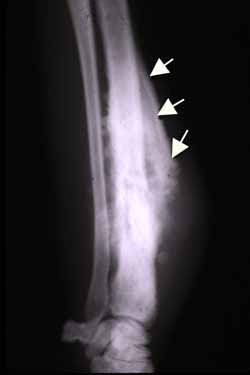
Triangle de Codman

Le triangle de Codman, ou éperon de Codman, est un signe radiologique représentant la zone triangulaire du nouvel os sous-périosté qui se crée lorsqu'une lésion, souvent une tumeur, élève le périoste. Elle représente une réaction périostée vue dans des lésions osseuses agressives. On l'observe à la radiographie.
Le phénomène fut initialement décrit par Ribbert in 1914, mais tire son nom du chirurgien américain Ernest Amory Codman (1869-1940), qui l'a associé avec le sarcome d'Ewing en 1926.
Un triangle de Codman n'apparaît pas comme un triangle complet. Il s'agit souvent d'un pseudotriangle. Cette apparence est générée en raison d'une tumeur (ou d'une excroissance) qui se développe à un rythme qui est plus rapide que la croissance du périoste, donc au lieu de se bomber, le périoste se déchire. Vu la vitesse de croissance de la lésion, seul le rebord interne du périoste se calcifie et il y a ossification en forme de triangle,. Ceci témoigne d'une réaction périostée.
Les principales causes de ce signe sont l'ostéosarcome, le sarcome d'Ewing, l' eumycétome et l'abcès sous-périosté,. Une biopsie osseuse ou une excision permet généralement d'en élucider l'étiologie exacte.